# Friedrich Walz
Friedrich Walz (Vienna, 18 settembre 1935 – novembre 2006) è stato un cestista e allenatore di pallacanestro austriaco.

## Carriera
Con l'Austria ha disputato due edizioni dei Campionati europei (1957, 1959).